# Minzy
Gong Min-ji (em coreano: hangul: 공민지; hanja: 孔旻智; romaniz.: Romanização revisada: Gong Min-ji; McCune-Reischauer: Kong Minchi), mais conhecida pelo seu nome artístico Minzy (em coreano: hangul: 민지; hanja: 旻智; romaniz.: Romanização revisada: Min-ji; McCune-Reischauer: Minchi), é uma cantora, rapper, dançarina, coreógrafa, compositora e empresária sul-coreana. Internacionalmente conhecida como integrante do grupo feminino, 2NE1. Em carreira solo, atualmente é agenciada e CEO de sua própria agência, MZ Entertainment. Em abril de 2016 ela não renovou seu contrato com a YG Entertainment, sendo desligada do grupo. Fez sua estreia como solo com a Music Works Entertainment em abril de 2017 com o extended play, Uno.

## Biografia
Minzy nasceu em Seul na Coreia do Sul em 18 de janeiro de 1994. Ela é neta da dançarina folclórica Gong Ok-jin e, através dela, descendente de Confúcio. Quando era mais nova, ela se mudou para Gwangju com sua família, mas sua mãe a trouxe de volta junto de sua irmã para Seul enquanto viajava entre Gwangju e Seul trabalhando com o pai de Minzy. Ela participou de muitos concursos de dança e competições, ganhando vários prêmios quando criança. Um vídeo dela em uma competição de dança em Gwangju foi postado na Internet e tornou-se viral com muitas pessoas enviando elogios por capacidade de dançar. Este vídeo foi então enviado para o site da YG Entertainment, o diretor-executivo, Yang Hyun-suk, acabou vendo e a contactou, recrutando-a para se juntar à gravadora quando ela estava apenas na sexta série. Minzy se graduou em Teologia em agosto de 2017, na Universidade Baekseok.

## Carreira

### 2009–2016: 2NE1

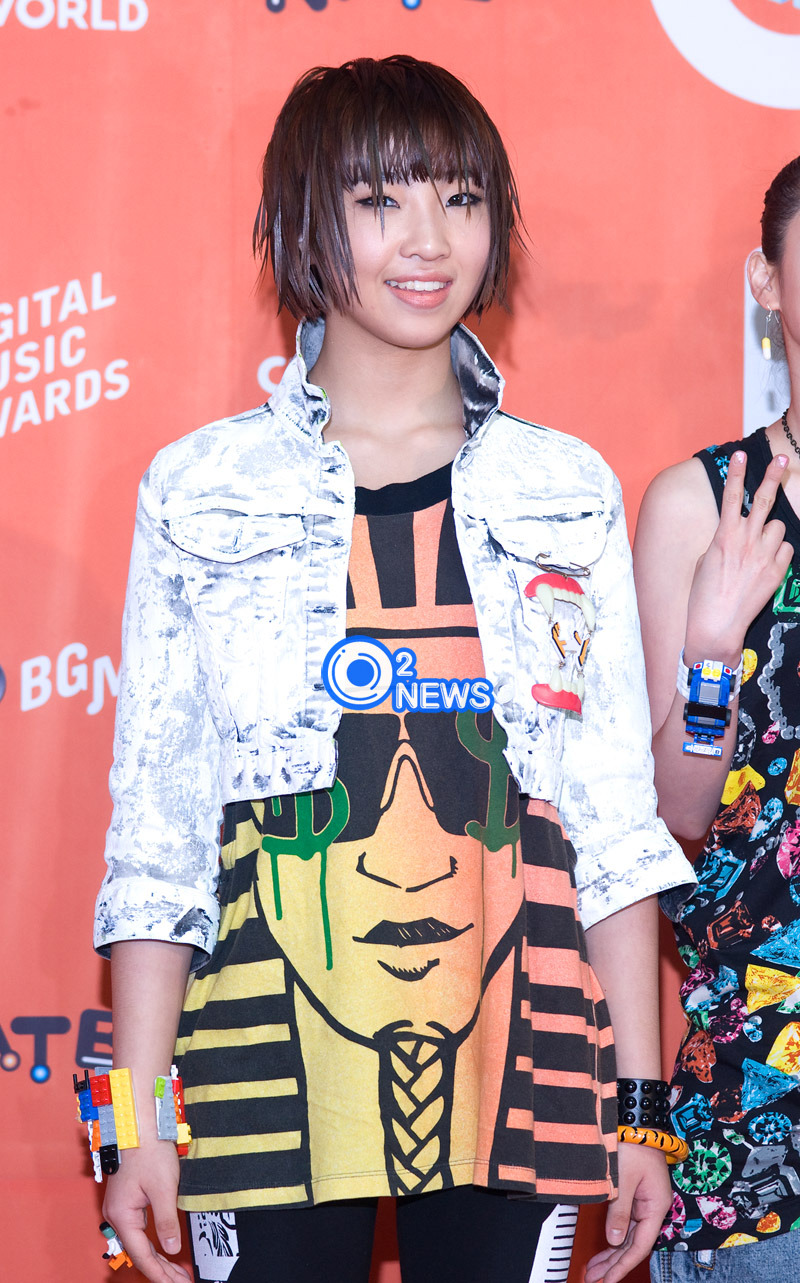
Minzy em 2009

A YG Entertainment anunciou no início de 2009 que iria estrear um novo grupo feminino de quatro integrantes que estão treinando há quatro anos e que seu álbum de estréia contaria com músicas produzidas pelo líder Teddy Park da 1TYM e G-Dragon, do grupo Big Bang. O nome do grupo foi anunciado inicialmente como "21", no entanto devido à descoberta de um cantor com o mesmo nome, o grupo foi renomeado como 2NE1, com "NE" sendo uma abreviatura de "New Evolution". Minzy foi colocado em 2NE1 como o dançarina principal, ao lado de Park Bom, Sandara Park e CL. O grupo estreou com seu com sua faixa-título "Fire" em maio de 2009, com Minzy sendo a integrante mais jovem com apenas 15 anos de idade.
Minzy deixou oficialmente o grupo e a gravadora, YG Entertainment, em 5 de abril de 2016. Devido a isso, ela não participou da última canção do 2NE1, "Goodbye", lançada em 21 de janeiro de 2017.

### 2016–2017: Solista da The Music Works Entertainment
Em maio de 2016, Minzy assinou com a The Music Works Entertainment. Foi divulgado que ela estava se preparando para sua estreia como cantora solo e estava experimentando diferentes estilos de músicas para seu primeiro lançamento, não querendo se limitar apenas a um gênero específico.
Em 17 de janeiro de 2017, um representante da KBS revelou que Minzy estaria na segunda temporada de Sister's Slam Dunk, juntamente com Kim Sook, Hong Jin-kyung, Kang Ye-won, Han Chae-young, Hong Jin-young e Jeon So-mi. O primeiro episódio foi exibido em 10 de fevereiro, onde Minzy entrou como líder, cantora principal, dançarina e coreografa das Unnies. O compositor, Kim Hyung Suk, foi confirmado que seria o produtor das meninas. Minzy também estava qualificada para ser uma das rappers, mas decidiram passar para outra pessoa devido a pesada carga de trabalho que ela teria. Em fevereiro, foi anunciado que Minzy lançaria seu primeiro single solo, "I Wanted To Love", como parte da trilha sonora da série da MBC, Rebel: Thief Who Stole the People.
No dia 4 de abril, Minzy confirma que fará sua estreia como cantora solo. O seu primeiro extended play se chamaria Uno, e a faixa-título, "Ninano" teria a participação do rapper coreano Flowsik. Depois de duas semanas divulgando teasers, é finalmente lançado no dia 17 de abril, junto com o videoclipe para a faixa-título. O EP chegou a primeiro na categoria de K-Pop do iTunes do EUA e Reino Unido e quarto em Hong Kong, também em 50º nos álbuns gerais do iTunes do EUA, além disso, foi o segundo lançamento de K-Pop mais vendido no iTunes do Japão. Seu lançamento também a levou para o nono lugar no Worldwide iTunes Albums Chart. A faixa-título, "Ninano", ficou em segundo lugar na categoria de K-Pop no itunes do EUA e Reino Unido.

### 2018–2023: MZ Entertainment e MZ CAMP
Após seu primeiro EP, Uno, Minzy não recebeu mais nenhum retorno e divulgação de sua empresa nos anos seguintes, fazendo-a focar em sua academia de dança, Millennium Dance Academy, e até fazer um lançamento próprio do single em inglês "All Of You Say". Após este tempo, Minzy optou por encerrar judicialmente seu contrato com a Music Works, alegando que a empresa não cumpriu as cláusulas de seu contrato que previa diversos lançamentos, vencendo a causa em 17 de abril de 2020. Em 24 de maio de 2020, Minzy fez seu primeiro retorno em anos com o single "Lovely". Em outubro, Minzy fundou sua própria agência, MZ Entertainment, para que pudesse gerenciar sua carreira. Em 11 de julho de 2021, retornou com o single "TEAMO", alcançando o #6 lugar na Billboard World Digital Song Sales Chart. No dia 12 de dezembro lançou o single presente "Fantabulous" para seus fãs.
Em 18 de setembro de 2023, Minzy anunciou a renomeação de sua academia de dança, antes Millennium Dance Academy, passando a chamar-se MZ CAMP. Se mantendo presente em programas de variedade na TV sul-coreana.

## Discografia

### EPs
- 2017: Uno

### Singles
| Título                          | Ano  | Melhores posições nas paradas | Vendas         | Álbum                |
| Título                          | Ano  | KOR                           | Vendas         | Álbum                |
| ------------------------------- | ---- | ----------------------------- | -------------- | -------------------- |
| " Please Don't Go" dueto com CL | 2009 | 6                             | - KOR: 700,00+ | To Anyone            |
| "Ni Na No"                      | 2017 | 28                            | - KOR: 38,531  | Minzy Work 01. "Uno" |
| "ALL OF YOU SAY"                | 2018 | —                             | —              | —                    |
| "LOVELY"                        | 2020 | 81                            | —              | Single sem álbum     |
| "Teamo"                         | 2021 | 45                            | —              | Single sem álbum     |
| "Fantabulous (기깔나) "         | 2021 | 64                            | —              | Single sem álbum     |

### Videoclipes
| Título                                | Ano  | Melhores posições nas paradas | Álbum                                                    |
| Título                                | Ano  | KOR                           | Álbum                                                    |
| ------------------------------------- | ---- | ----------------------------- | -------------------------------------------------------- |
| "I Wanted To Love"                    | 2017 | —                             | Rebel: Thief Who Stole the People OST Part. 4            |
| "걸어가 (Walking)"                    | 2018 | —                             | Partners for Justice OST Part. 3                         |
| "My everything"                       | 2021 | —                             | The Playlist                                             |
| "As I Told You"(Com Lee Tae-il)       | 2021 | —                             | "Watcha Original <Double Trouble> Episode.1 Black Swan"  |
| "Must Have Love"(com Inseong)         | 2022 | —                             | "Watcha Original <Double Trouble> Episode.2 Crown"       |
| "Energetic" (com Inseong)             | 2022 | —                             | "Watcha Original <Double Trouble> Episode.3 Sporty"      |
| "When We Disco" (com Jang Hyun-seung) | 2022 | —                             | "Watcha Original <Double Trouble> Episode.4 Legend Duet" |
| "Me Gustas Tu" (com Lee Tae-il)       | 2022 | —                             | "Watcha Original <Double Trouble> Episode.5 History"     |

| Ano  | Título         | Duração |
| ---- | -------------- | ------- |
| 2017 | Ninano         | 3:17    |
| 2017 | Superwoman     | 3:32    |
| 2018 | ALL OF YOU SAY | 2:40    |
| 2020 | LOVELY         | 4:01    |
| 2021 | TEAMO          | 3:10    |
| 2021 | Fantabulous    | 3:20    |

## Filmografia
| Ano  | Canal   | Programa                        | Notas                                             |
| ---- | ------- | ------------------------------- | ------------------------------------------------- |
| 2013 | KBS     | Star Family Show Mamma Mia      | Participação no episódio 23                       |
| 2017 | KBS 2TV | Sister's Slam Dunk 2° Temporada | Elenco principal                                  |
| 2017 | MBC     | King of Mask Singer             | Como ''Perilla leaf girl'' no episódio 105        |
| 2017 | Myanmar | Galaxy Star Myanmar 2017        | Como jurada no episódio 17 -Korea main mission    |
| 2017 | JTBC    | Knowing Brother                 | Com a atriz coreana Han Chae-young no episódio 82 |